# (181249) Tkachenko
(181249) Tkachenko est un astéroïde de la ceinture principale.

## Description
(181249) Tkachenko est un astéroïde de la ceinture principale. Il fut découvert le 30 octobre 2005 à Androuchivka par l'observatoire astronomique d'Androuchivka. Il présente une orbite caractérisée par un demi-grand axe de 3,04 UA, une excentricité de 0,09 et une inclinaison de 10,3° par rapport à l'écliptique.

## Compléments